# 黃重 (正德進士)
黄重（1478年—1539年），字子任，號毅斋，广东广州府南海縣人，民籍，明朝政治人物。

## 生平
弘治十四年（1501年）辛酉科廣東鄉試第三十三名舉人，正德三年（1508年）中式戊辰科會試第四十五名，三甲第九名進士。初授行人司行人，七年出使洛陽伊藩，八年出使辽东。九年六月擢户科给事中，巡视内十庫并光禄寺，十一年三月建言四事：一曰两京大臣迁转太骤，当重名器；一曰在外司府州县官升调不常，当久任用；一曰抚巡官论荐失实，当慎考核；一曰抽分衙门诛求太滥，当省榷课。又清理京畿内仓场。十三年夏四月升兵科右给事中，考选京卫武官，疏乞归省，丁艰服阕，起补吏科右给事中。嘉靖三年（1524年）四月升兵科左给事中，以議大禮被廷杖。八月升户科都给事中，五年充武举考官，六年入侍经筵，四月升南京太常寺少卿，八年四月以星变自陈致仕。嘉靖十八年卒，年六十二。

## 著作
著有《谏院疏畧》、《草堂存稿》存于家。

## 家族
曾祖黄德蔭；祖父黄金富；父黄安定。母曾氏。具庆下。兄黄會、黄敬，弟黄鸞。